# Dreaming No. 11
Dreaming No. 11 prvo EP izdanje američkog rock instrumentaliste Joe Satriania koji izlazi 1988.g. Tri od četiri skladbe koje se nalaze na albumu snimljene su uživo za vrijeme turneje Surfing with the Alien, a preostala jedna ("The Crush of Love") odrađena je u studiju. Album postiže zlatnu nakladu i donosi Satrianiu drugu nominaciju za nagradu Grammy .

## Popis pjesama
Sve pjesme napisao je Joe Satriani (osim koje su naznačena).
1. "The Crush of Love" (Joe Satriani, John Cuniberti) – 4:20
2. "Ice 9" – 3:58 [Uživo]
3. "Memories" – 8:46 [Uživo]
4. "Hordes of Locusts" – 5:08 [Uživo]

## Popis izvođača
- Joe Satriani - Gitara
- Stuart Hamm - Bas gitara
- Jonathan Mover - Bubnjevi